# Swin Cash
Swintayla Marie "Swin" Cash Canal (McKeesport, 22 september 1979) is een voormalig Amerikaans basketbalspeelster. Zij won met het Amerikaans basketbalteam twee keer de gouden medaille tijdens de Olympische Zomerspelen. Ook won ze met het nationale team in 2010 het Wereldkampioenschap basketbal.
Cash speelde voor het team van de Universiteit van Connecticut, voordat zij in 2002 haar WNBA-debuut maakte bij de Detroit Shock. In totaal heeft ze 15 seizoenen in de WNBA gespeeld.
Tijdens de Olympische Zomerspelen 2004 in Athene won ze voor het eerst olympisch goud door  Australië te verslaan in de finale. In totaal speelde ze 14 wedstrijden tijdens twee Olympische Spelen (2004 en 2012) en wist alle wedstrijden te winnen.
00 Ruth Riley · 
1 Ayana Walker · 
5 Elaine Powell · 
9 Stacey Thomas · 
11 Kedra Holland-Corn · 
13 Sheila Lambert · 
14 Deanna Nolan · 
32 Swin Cash · 
35 Cheryl Ford · 
44 Astou Ndiaye-Diatta · 
54 Barbara Farris · 
Coach Bill Laimbeer
00 Ruth Riley · 
5 Elaine Powell · 
7 Sabrina Palie · 
8 Angelina Williams · 
11 Kedra Holland-Corn · 
14 Deanna Nolan · 
21 Jacqueline Batteast · 
23 Plenette Pierson · 
30 Katie Smith · 
32 Swin Cash · 
35 Cheryl Ford · 
45 Kara Braxton · 
Coach Bill Laimbeer
2 Swin Cash · 
5 Abby Bishop · 
7 Jana Veselá · 
10 Sue Bird · 
15 Lauren Jackson · 
20 Camille Little · 
25 Svetlana Abrosimova · 
30 Tanisha Wright · 
34 Le'coe Willingham · 
40 Alison Lacey · 
43 Ashley Robinson · 
Coach Brian Agler